# Oskar Preibisch
Oskar Preibisch (* 3. Dezember 1842 in Reichenau in Sachsen; † 27. August 1910 in Wien, Österreich-Ungarn) war ein deutscher Politiker (Nationalliberale Partei) und Großfabrikant. Er war Mitglied des sächsischen Landtages.

## Leben und Wirken
Er war Besitzer der Firma C. A. Preibisch in Reichenau in Sachsen und in Dittersbach in Böhmen. U. a. stiftete er in Erinnerung an seinen frühverstorbenen Sohn Walther die Walther-Preibisch-Stiftung.
Durchgängig von 1887 bis 1904 war er für den 3. ländlichen Wahlbezirk als Mitglied der Nationalliberalen Partei (NLP) in der Zweiten Kammer des sächsischen Landtags vertreten.

## Auszeichnungen
Ihm wurde der Titel Geheimer Kommerzienrat verliehen.